# Untertagevergasung

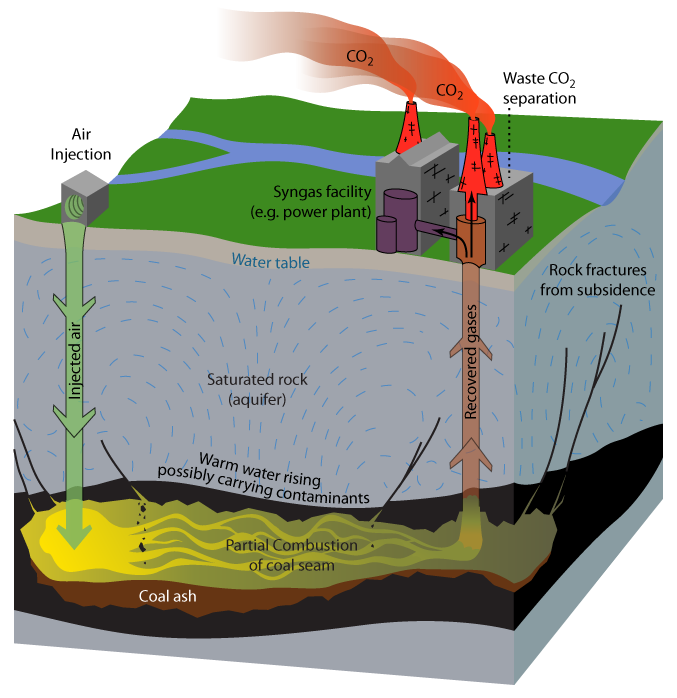
Schema

Als Untertagevergasung (UTG) bezeichnet man die Ausbeutung von Kohlelagerstätten durch unterirdische Vergasung.
Steinkohlenflöze reichen oft bis in Teufen von mehreren 1000 m. Die kohleführenden Schichten des Oberkarbons in Mitteleuropa neigen sich nach Norden bis unter die Nordsee und erreichen eine Tiefe von bis zu 8.000 m. Da die Grenze für den konventionellen Steinkohlenbergbau wegen des geothermischen Gradients aber nur bei etwa 1.600 m liegt, sind mehr als 90 % der deutschen Kohlevorkommen mit herkömmlichem Bergbau nicht abbaubar. Darüber hinaus ist die Gewinnung im Tiefbau gegenüber der großflächigen Kohlegewinnung im Tagebau wie z. B. in Australien deutlich teurer. Solche Vorkommen können nur durch Untertagevergasung genutzt werden.
Die Verwendung von Luft oder Luft-Wasserdampf-Gemischen führt zur Produktion von Brenngas (meist Schwachgas), bei Verwendung von Sauerstoff-Wasserdampf-Gemischen als Vergasungsmittel entstehen Synthesegase.

## Geschichte
Schon 1868 zog Carl Wilhelm Siemens und 1888 der russische Wissenschaftler D.I. Mendelejew die untertägige Kohlevergasung in Erwägung. Der amerikanische Ingenieur Anson G. Betts erhielt im Jahr 1910 drei Patente auf die Untertagevergasung. 1912 schlug William Ramsay in seiner Rede auf der International Smoke Abatement Exhibition vor, dass die Kohle nicht verbrannt, sondern
vergast werden sollte. Dies verschaffte der Idee internationale Aufmerksamkeit. Dies führte dazu, dass Lenin 1913 in einem Prawda-Artikel auf Ramsay antwortete.
Ramsay war auch der erste, der in Durham, Großbritannien mit der Erforschung der Untertagevergasung begann. Wegen seines Tods 1916 kam es aber nicht zur Ausführung der Experimente. Die nächsten Versuche wurden erst wieder 1933/34 durch Kiritschenko in der Sowjetunion in der Krutowa-Mine im Moskauer Becken, in Lissitschansk im Donbass und in Schachty ausgeführt. Der Heizwert des produzierten Gases war jedoch sehr schlecht. 1934 kam ein Versuch in Leninsk, Kusbass, mit deutlich besserem Heizwert hinzu. Ab 1935 wurde in Gorlowka, Donbass eine Pilotanlage betrieben.
Ende der 1950er Jahre war das sowjetische UTG-Programm reif für den Einsatz im industriellen Maßstab. 1964 wurde jedoch aufgrund neu entdeckter großer Erdgaslagerstätten die Forschung zur Untertagevergasung zurückgefahren.
Erst die Energiekrise von 1973 führte dazu, dass im Westen mit öffentlichen Mitteln die Technologie erforscht wurde. Im ersten amerikanischen UTG-Programm 1946–1959 in Gorgas (Alabama) war das Electrolinking-Verfahren, also zwei Bohrungen durch Hochspannung, der einen schmalen Kanal freibrennt, zu verbinden, erfunden worden. Die zweite Phase 1973–1989 brachte große Durchbrüche für die Untertagevergasung. Wie in der UdSSR wurde sich aber auf die Erschließung oberflächennaher Vorkommen beschränkt. In Centralia (Washington) wurde 1983 das CRIP-Verfahren (englisch controlled retracting injection point) entwickelt, bei dem vom Injektionsbohrloch eine teilverrohrte Richtbohrung zu einem definierten Injektionspunkt führt.

## Versuche
Versuche in Europa:
- 1980–1981 in Bruay-en-Artois, Frankreich. Dieser Versuch fand in einem 1,2 m dicken Kohleflöz in 1170 m Tiefe statt. Zwei technische und fünf Überwachungsbohrungen wurden gebohrt. Hydraulische Fakturierung und Rückwärtsverbrennung zur Verbindung der Bohrlöcher schlugen fehl, hauptsächlich aufgrund einer unzureichenden hydraulischen Verbindung zwischen den Bohrlöchern.[5]
- 1983–1984 in La Haute Deule, Frankreich. Dieser Versuch wurde in einem 1,8 m dicken Kohleflöz in 880 m Tiefe durchgeführt. Zwei vertikale Bohrlöcher im Abstand von 60 m wurden gebohrt. Auch hier waren hydraulische Frakturierung und Rückwärtsverbrennung erfolglos.[5]
- 1982–1987 in Thulin im Hennegau, Belgien. Im Rahmen eines belgisch-deutschen Projekts wurden Versuche in einem 4–6 m dicken, niedrig flüchtigen Halbanthrazit-Flöz in 860 m Tiefe durchgeführt. Mehrere Versuche, die Bohrlöcher durch Rückwärtsverbrennung zu verbinden, scheiterten. Spätere Vergasungsversuche führten zur Produktion kleiner Gasmengen mit unterschiedlichen Zusammensetzungen.[5][6]
- 1992–1999 in El Tremedal, Spanien. Dieses Projekt der Europäischen Union wurde in einem Kohleflöz in 550 m Tiefe durchgeführt. Ziele waren der Test von Richtbohrungen für die Bohrlochkonfiguration und die Bewertung der Machbarkeit der Vergasung in Tiefen über 500 m. Es wurden drei Versuche zur Untertagevergasung mit Sauerstoff unternommen.[5]

| Testort                  | Kohleart       | Teufe [m] | Betriebsdauer        | vergaste Kohlemenge [t] | erzeugte Gasmenge [Mio. m3] |
| ------------------------ | -------------- | --------- | -------------------- | ----------------------- | --------------------------- |
| UdSSR                    |                |           |                      |                         |                             |
| Podmoskowna              | Braunkohle     | 030–80    | 1947–1962            |                         | 4.700                       |
| Angrenskaja              | Braunkohle     | 120–200   | 1962–1977            | 5.000.000               | 400–1.400                   |
| Juschno-Abinskaja        | Steinkohle     | 050–300   | 1955–1977(–1982)     | 1.600.000               | 6.700                       |
| USA                      |                |           |                      |                         |                             |
| Hanna                    | Braunkohle     | 085       | 1973–1979 (388 Tage) | 17.300                  | 63,56                       |
| Hoe Creek                | Braunkohle     | 050–120   | 1976–1979 (123 Tage) | 5.100                   | 12,18                       |
| Pricetown                | Steinkohle     | 270       | 1979 (12 Tage)       | 234                     | 1,39                        |
| Rawlins                  | Braunkohle     | 030       | 1979–1981 (101 Tage) | 9.900                   | 17,35                       |
| Centralia                | Braunkohle     | 075       | 1983 (30 Tage)       | 13.315                  | 1,78                        |
| Hanna (Rocky Mountain I) | Braunkohle     | 110       | 1987–1988 (80 Tage)  | 10.000                  | 13,1                        |
| Europa                   |                |           |                      |                         |                             |
| Thulin/Belgien           | Semi-Anthrazit | 860       | 1986–1987 (200 Tage) | 340                     | 0,55                        |

## Kommerzielle Projekte

Jährliche Produktion in den USA

Die erste kommerzielle Anlage läuft seit 1961 in Angren (Usbekistan).
In den USA wird seit den 1980er Jahren im Black Warrior Basin (Alabama) und im Powder River Basin Coal Bed Methane gefördert. China betreibt Untertagevergasung im Rahmen der Förderung Nationale wissenschaftlich-technische Großprojekte.
Weltweit:
- Chinchilla (Queensland), Australien
- Kingaroy, Australien
- Majuba, Südafrika

## Coal Bed Methane
| Bestandteil        | unverritzte Kohle (CBM) | aktives Bergwerk (CSM) | stillgelegtes Bergwerk (CMM) |
| ------------------ | ----------------------- | ---------------------- | ---------------------------- |
| Methan (CH4)       | 90–95 Vol.-%            | 25–60 Vol.-%           | 30–95 Vol.-%                 |
| Kohlendioxid (CO2) | 2 – 4 Vol.-%            | 1–6 Vol.-%             | 1–15 Vol.-%                  |
| Kohlenmonoxid (CO) | 0 Vol.-%                | 0,1–0,4 Vol.-%         | 0 Vol.-%                     |
| Sauerstoff (O2)    | 0 Vol.-%                | 7–17 Vol.-%            | 0 Vol.-%                     |
| Stickstoff (N2)    | 1–8 %                   | 4–40 %                 | 5 – 32 %                     |

Coal Bed Methane (CBM) ist das durch eine Bohrung im unverritzten Gebirge freigesetzte Flözgas. Im Gegensatz dazu wird das Flözgas, das in Bergwerken auftritt, als Grubengas bezeichnet.
Prinzipiell unterscheidet man verschiedene Formen von Kohlegasen. Als Kohleflözgase bezeichnet man auf natürliche Weise entstandene Kohlegase. Hierzu zählen das Flözgas sowie das Grubengas.
Des Weiteren gibt es noch die Gase, die durch die eigentlichen Grubenarbeiten des Kohleabbaus entstehen: zum einen das Coal Seam Methane (CSM), das durch den aktiven Bergbau freigesetzt wird; zum anderen das Coal Mine Methane (CMM), das auch noch Jahre nach der Stilllegung einer Grube austreten kann.
Wurden die Grubengase in früheren Zeiten wegen ihrer Explosivität gefürchtet, begann man bereits Anfang des 20. Jahrhunderts in Deutschland mit ihrer energetischen Nutzung als Brennstoff. Die Länder mit den weltweit größten Vorkommen an Kohleflözgasen sind China, Russland, die USA und Kanada.